# Galenomys garleppi
Galenomys garleppi es una especie de roedor de la familia Cricetidae.

## Distribución geográfica
Se encuentra en Bolivia, Chile y Perú.